# 陳葦綾
陳葦綾（1982年1月4日—），改名前為陳春如，綽號超人，台南市中西區仙草里人，台灣女子舉重、健力運動員。

## 生涯
2004年夏季奧林匹克運動會第一次代表台灣出賽，而成績略遜於台灣另一名同一量級參賽選手陳涵彤，獲得第11名。
2008年北京奥运会的女子舉重48公斤级比赛中代表中華臺北获得銅牌（因為前兩名皆服用體育禁藥，多年後遞補為金牌），總合196公斤。亦為該隊於京奧獲得的第一枚獎牌。
2009年世界運動會健力賽輕量級，陳葦綾以蹲舉、硬舉，以及總合三破世界紀錄奪得金牌。
陳葦綾於2011年參加在彰化縣舉辦的第七屆中華民國全國運動會中，以總合177公斤在完成女子舉重3連霸，賽後宣布退休。
陳葦綾在2016年里約奧運女子舉重48公斤級獲得7名，總合181公斤。
2016年6月，2008年夏季奧林匹克運動會舉重女子48公斤級銀牌得主西贝尔·厄兹坎（Sibel Özkan）遭到國際舉重總會公布藥檢呈陽性反應。2016年8月，2008年夏季奧林匹克運動會舉重女子48公斤級金牌得主陳燮霞遭到國際舉重總會公布藥檢呈陽性反應。
2017年3月，陳葦綾確定遞補金牌。2018年1月獲得頒發金牌。

## 學歷
- 臺南市立大同國民小學
- 臺南市立大成國民中學
- 臺南市私立南英高級商工職業學校
- 國立體育學院學士
- 國立體育學院碩士

## 比賽紀錄
| 年份   | 比赛               | 竞赛项目         | 名次     |
| ------ | ------------------ | ---------------- | -------- |
| 2003年 | 世界舉重錦標賽     | 女子舉重48公斤級 | 第十五名 |
| 2003年 | 亞洲舉重錦標賽     | 女子舉重48公斤級 | 第四名   |
| 2004年 | 夏季奧林匹克運動會 | 女子舉重48公斤級 | 第十一名 |
| 2005年 | 世界運動會         | 女子舉重52公斤級 | 銅牌     |
| 2008年 | 夏季奧林匹克運動會 | 女子舉重48公斤級 | 金牌     |
| 2009年 | 世界運動會         | 健力輕量級       | 金牌     |
| 2010年 | 亞洲運動會         | 女子舉重48公斤級 | 銅牌     |
| 2016年 | 夏季奧林匹克運動會 | 女子舉重48公斤級 | 第七名   |